# 니우통긴가락박쥐
니우통긴가락박쥐(Miniopterus newtoni)는 긴가락박쥐과에 속하는 박쥐의 일종이다. 상투메 섬의 토착종이다. 자연 서식지는 숲과 농장 지역이다.

## 분류학
포르투갈 동물학자 보카즈(José Vicente Barbosa du Bocage)가 1889년 처음 기술했다. 완모식표본은 포르투갈 박물학자 니우통(Francisco Newton)이 수집했다. 세계의 포유류 종 제3판에서는 꼬마긴가락박쥐(Miniopterus minor)의 아종(M. m. newtoni)으로 간주했지만 2007년 이루어진 미토콘드리아 DNA 분석을 통해 꼬마긴가락박쥐와 니우통긴가락박쥐가 같은 종이 아니라는 사실이 밝혀졌다. 쥐스트 등(Juste et al.)은 니우통긴가락박쥐와 꼬마긴가락박쥐의 유전적 거리가 유의미하고 각각을 별도의 종으로 간주했다.